# Paróquias da arquidiocese de Campinas
A Arquidiocese de Campinas é composta de XX paróquias distribuídas pelos municípios paulistas de Campinas (sede), Elias Fausto, Hortolândia, Indaiatuba, Monte Mor, Paulínia, Sumaré, Valinhos e Vinhedo.
.
| Município | Paróquia (nome)                      | Bairro                           | Forania                 | Ano de ereção | Observações                        |
| --------- | ------------------------------------ | -------------------------------- | ----------------------- | ------------- | ---------------------------------- |
| Campinas  | Nossa Senhora da Conceição           | Conceição                        | Imaculada Conceição     | 1774          | Catedral Metropolitana de Campinas |
| Campinas  | Nossa Senhora do Carmo               | Centro                           | Imaculada Conceição     | 1870          | Basílica                           |
| Campinas  | Sant'Ana                             | Sousas                           | Sant'Ana                | 1898          | Paróquia de Sousas                 |
| Campinas  | São José                             | Vila Industrial                  | São José                | 1921          |                                    |
| Campinas  | Sagrado Coração de Jesus             | Botafogo                         | Imaculada Conceição     | 1924          |                                    |
| Campinas  | Nossa Senhora das Dores              | Cambuí                           | Imaculada Conceição     | 1936          |                                    |
| Campinas  | Nossa Senhora Aparecida              | Vila Lemos                       | Nossa Senhora Aparecida | 1949          |                                    |
| Campinas  | Imaculada                            | São Bernardo                     | São José                | 1954          |                                    |
| Campinas  | Divino Salvador                      | Cambuí                           | Imaculada Conceição     | 1961          |                                    |
| Campinas  | Nossa Senhora Auxiliadora            | Jardim Nossa Senhora Auxiliadora | Nossa Senhora de Fátima | 1963          |                                    |
| Campinas  | Imaculado Coração de Maria           | Jardim Flamboyant                | Sant'Ana                | 1964          |                                    |
| Campinas  | Bom Pastor                           | Fundação da Casa Popular         | São José                | 1967          |                                    |
| Campinas  | Cristo Rei                           | Chapadão                         | Nossa Senhora de Fátima | 1973          |                                    |
| Campinas  | Jesus Cristo Libertador              | Jardim Florence                  | São Francisco de Assis  | 1984          |                                    |
| Campinas  | Dom Bosco                            | Vila Vitória                     | São Francisco de Assis  | 2002          |                                    |
| Campinas  | Nossa Senhora Auxílio da Humanidade  | Jardim Nova América              | São João XXIII          | 2006          |                                    |
| Campinas  | Nossa Senhora da Conceição Aparecida | Jardim Myrian Moreira da Costa   | Sant'Ana                | 2006          |                                    |